# Neofacydes montanus
Neofacydes montanus är en stekelart som beskrevs av Townes, Townes och Gupta 1961. Neofacydes montanus ingår i släktet Neofacydes och familjen brokparasitsteklar. Inga underarter finns listade i Catalogue of Life.